# Ronde van Turkije 2015
De 51e editie van de Ronde van Turkije vond in 2015 plaats van 26 april tot en met 3 mei. De start was in Alanya, de finish in Istanboel. De ronde maakte deel uit van de UCI Europe Tour 2015, in de categorie 2.HC. Deze editie werd gewonnen door de Kroaat Kristijan Đurasek.

## Deelnemende ploegen
| WorldTour        | ProContinentaal              | Continentaal    |
| ---------------- | ---------------------------- | --------------- |
| Astana           | Androni Giocattoli           | Torku Şekerspor |
| Etixx-Quick Step | Bardiani CSF                 |                 |
| Lampre-Merida    | Bretagne-Séché Environnement |                 |
| Lotto Soudal     | Caja Rural-Seguros RGA       |                 |
| Orica-GreenEdge  | CCC Sprandi Polkowice        |                 |
| Tinkoff-Saxo     | Colombia                     |                 |
|                  | Drapac                       |                 |
|                  | MTN-Qhubeka                  |                 |
|                  | Nippo-Vini Fantini           |                 |
|                  | Novo Nordisk                 |                 |
|                  | Southeast                    |                 |
|                  | Topsport Vlaanderen-Baloise  |                 |
|                  | Unitedhealthcare             |                 |
|                  | Wanty-Groupe Gobert          |                 |

## Etappe-overzicht
| etappe | datum    | start     | finish    | type       | afstand | winnaar         | klassementsleider |
| ------ | -------- | --------- | --------- | ---------- | ------- | --------------- | ----------------- |
| 1e     | 26 april | Alanya    | Alanya    | Vlakke rit | 145 km  | Mark Cavendish  | Mark Cavendish    |
| 2e     | 27 april | Alanya    | Antalya   | Vlakke rit | 182 km  | Mark Cavendish  | Mark Cavendish    |
| 3e     | 28 april | Kemer     | Elmalı    | Bergrit    | 163 km  | Davide Rebellin | Davide Rebellin   |
| 4e     | 29 april | Fethiye   | Marmaris  | Heuvelrit  | 132 km  | André Greipel   | Davide Rebellin   |
| 5e     | 30 april | Muğla     | Pamukkale | Heuvelrit  | 160 km  | Sacha Modolo    | Davide Rebellin   |
| 6e     | 1 mei    | Denizli   | Selçuk    | Heuvelrit  | 184 km  | Peio Bilbao     | Kristijan Đurasek |
| 7e     | 2 mei    | Selçuk    | İzmir     | Heuvelrit  | 165 km  | Mark Cavendish  | Kristijan Đurasek |
| 8e     | 3 mei    | Istanboel | Istanboel | Vlakke rit | 121 km  | Lluís Mas       | Kristijan Đurasek |

## Etappe-uitslagen

### 1e etappe
| Alanya - Alanya (145 km) |                |                             |          |
| Plaats                   | Naam           | Ploeg                       | Tijd     |
| Winnaar                  | Mark Cavendish | Etixx-Quick Step            | 3u17'58" |
| 2                        | Caleb Ewan     | Orica-GreenEdge             | z.t.     |
| 3                        | Nicola Ruffoni | Bardiani CSF                | z.t.     |
| 4                        | Sacha Modolo   | Lampre-Merida               | z.t.     |
| 5                        | Theo Bos       | MTN-Qhubeka                 | z.t.     |
| 6                        | Michael Kolář  | Tinkoff-Saxo                | z.t.     |
| 7                        | Daniele Ratto  | Unitedhealthcare            | z.t.     |
| 8                        | André Greipel  | Lotto Soudal                | z.t.     |
| 9                        | Brenton Jones  | Drapac                      | z.t.     |
| 10                       | Jakub Mareczko | Southeast                   | z.t.     |
|                          |                |                             |          |
| 12                       | Jarl Salomein  | Topsport Vlaanderen-Baloise | z.t.     |

### 2e etappe
| Alanya - Antalya (182 km) |                       |                     |          |
| Plaats                    | Naam                  | Ploeg               | Tijd     |
| Winnaar                   | Mark Cavendish        | Etixx-Quick Step    | 4u21'32" |
| 2                         | Sacha Modolo          | Lampre-Merida       | z.t.     |
| 3                         | Nicola Ruffoni        | Bardiani CSF        | z.t.     |
| 4                         | Juan Sebastián Molano | Colombia            | z.t.     |
| 5                         | Daniele Colli         | Nippo-Vini Fantini  | z.t.     |
| 6                         | Ahmet Örken           | Torku Şekerspor     | z.t.     |
| 7                         | Michael Kolář         | Tinkoff-Saxo        | z.t.     |
| 8                         | Manuel Belletti       | Southeast           | z.t.     |
| 9                         | Eduard-Michael Grosu  | Nippo-Vini Fantini  | z.t.     |
| 10                        | Paolo Simion          | Bardiani CSF        | z.t.     |
|                           |                       |                     |          |
| 11                        | Roy Jans              | Wanty-Groupe Gobert | z.t.     |
| 26                        | Martijn Verschoor     | Novo Nordisk        | z.t.     |

| Algemeen klassement |                       |                     |          |
| Plaats              | Naam                  | Ploeg               | Tijd     |
| Lichtblauwe trui    | Mark Cavendish        | Etixx-Quick Step    | 7u39'30" |
| 2                   | Sacha Modolo          | Lampre-Merida       | z.t.     |
| 3                   | Nicola Ruffoni        | Bardiani CSF        | z.t.     |
| 4                   | Michael Kolář         | Tinkoff-Saxo        | z.t.     |
| 5                   | Ahmet Örken           | Torku Şekerspor     | z.t.     |
| 6                   | Manuel Belletti       | Southeast           | z.t.     |
| 7                   | Juan Sebastián Molano | Colombia            | z.t.     |
| 8                   | Marco Benfatto        | Androni Giocattoli  | z.t.     |
| 9                   | Brenton Jones         | Drapac              | z.t.     |
| 10                  | André Greipel         | Lotto Soudal        | z.t.     |
|                     |                       |                     |          |
| 11                  | Roy Jans              | Wanty-Groupe Gobert | z.t.     |
| 14                  | Theo Bos              | MTN-Qhubeka         | z.t.     |

### 3e etappe
| Kemer - Elmalı (163 km) |                   |                              |          |
| Plaats                  | Naam              | Ploeg                        | Tijd     |
| Winnaar                 | Davide Rebellin   | CCC Sprandi Polkowice        | 4u34'11" |
| 2                       | Kristijan Đurasek | Lampre-Merida                | + 7"     |
| 3                       | Eduardo Sepúlveda | Bretagne-Séché Environnement | + 50"    |
| 4                       | Jay McCarthy      | Tinkoff-Saxo                 | + 1'20"  |
| 5                       | Serge Pauwels     | MTN-Qhubeka                  | + 1'23"  |
| 6                       | Enrico Barbin     | Bardiani CSF                 | + 1'29"  |
| 7                       | Heiner Parra      | Caja Rural-Seguros RGA       | + 1'32"  |
| 8                       | Daniele Ratto     | Unitedhealthcare             | + 1'42"  |
| 9                       | Alex Cano         | Colombia                     | + 1'46"  |
| 10                      | Adam Hansen       | Lotto Soudal                 | + 1'57"  |
|                         |                   |                              |          |
| 79                      | Peter Koning      | Drapac                       | + 20'34" |

| Algemeen klassement |                   |                              |           |
| Plaats              | Naam              | Ploeg                        | Tijd      |
| Lichtblauwe trui    | Davide Rebellin   | CCC Sprandi Polkowice        | 12u13'41" |
| 2                   | Kristijan Đurasek | Lampre-Merida                | + 7"      |
| 3                   | Eduardo Sepúlveda | Bretagne-Séché Environnement | + 50"     |
| 4                   | Jay McCarthy      | Tinkoff-Saxo                 | + 1'20"   |
| 5                   | Serge Pauwels     | MTN-Qhubeka                  | + 1'23"   |
| 6                   | Enrico Barbin     | Bardiani CSF                 | + 1'29"   |
| 7                   | Heiner Parra      | Caja Rural-Seguros RGA       | + 1'32"   |
| 8                   | Daniele Ratto     | Unitedhealthcare             | + 1'42"   |
| 9                   | Alex Cano         | Colombia                     | + 1'46"   |
| 10                  | Adam Hansen       | Lotto Soudal                 | + 1'57"   |
|                     |                   |                              |           |
| 90                  | Peter Koning      | Drapac                       | + 20'55"  |

### 4e etappe
| Fethiye - Marmaris (132 km) |                   |                             |          |
| Plaats                      | Naam              | Ploeg                       | Tijd     |
| Winnaar                     | André Greipel     | Lotto Soudal                | 3u22'08" |
| 2                           | Daniele Colli     | Nippo-Vini Fantini          | z.t.     |
| 3                           | Daniele Ratto     | Unitedhealthcare            | z.t.     |
| 4                           | Magnus Cort       | Orica-GreenEdge             | z.t.     |
| 5                           | Manuel Belletti   | Southeast                   | z.t.     |
| 6                           | Roberto Ferrari   | Lampre-Merida               | z.t.     |
| 7                           | Carlos Barbero    | Caja Rural-Seguros RGA      | z.t.     |
| 8                           | Kristian Sbaragli | MTN-Qhubeka                 | z.t.     |
| 9                           | Daniele Bennati   | Tinkoff-Saxo                | z.t.     |
| 10                          | Ahmet Örken       | Torku Şekerspor             | z.t.     |
|                             |                   |                             |          |
| 15                          | Jelle Wallays     | Topsport Vlaanderen-Baloise | z.t.     |
| 108                         | Martijn Verschoor | Novo Nordisk                | + 3'15"  |

| Algemeen klassement |                   |                              |           |
| Plaats              | Naam              | Ploeg                        | Tijd      |
| Lichtblauwe trui    | Davide Rebellin   | CCC Sprandi Polkowice        | 15u35'49" |
| 2                   | Kristijan Đurasek | Lampre-Merida                | + 7"      |
| 3                   | Eduardo Sepúlveda | Bretagne-Séché Environnement | + 50"     |
| 4                   | Jay McCarthy      | Tinkoff-Saxo                 | + 1'20"   |
| 5                   | Serge Pauwels     | MTN-Qhubeka                  | + 1'23"   |
| 6                   | Enrico Barbin     | Bardiani CSF                 | + 1'29"   |
| 7                   | Daniele Ratto     | Unitedhealthcare             | + 1'42"   |
| 8                   | Alex Cano         | Colombia                     | + 1'46"   |
| 9                   | Adam Hansen       | Lotto Soudal                 | + 1'57"   |
| 10                  | Mirko Selvaggi    | Wanty-Groupe Gobert          | + 2'04"   |
|                     |                   |                              |           |
| 91                  | Peter Koning      | Drapac                       | + 24'10"  |

### 5e etappe
| Muğla - Pamukkale (160 km) |                   |                        |          |
| Plaats                     | Naam              | Ploeg                  | Tijd     |
| Winnaar                    | Sacha Modolo      | Lampre-Merida          | 4u06'19" |
| 2                          | Carlos Barbero    | Caja Rural-Seguros RGA | z.t.     |
| 3                          | Jay McCarthy      | Tinkoff-Saxo           | z.t.     |
| 4                          | Michael Kolář     | Tinkoff-Saxo           | z.t.     |
| 5                          | Manuel Belletti   | Southeast              | z.t.     |
| 6                          | Jasper De Buyst   | Lotto Soudal           | z.t.     |
| 7                          | Eduard Prades     | Caja Rural-Seguros RGA | z.t.     |
| 8                          | Daniele Ratto     | Unitedhealthcare       | z.t.     |
| 9                          | Davide Rebellin   | CCC Sprandi Polkowice  | z.t.     |
| 10                         | Peio Bilbao       | Caja Rural-Seguros RGA | z.t.     |
|                            |                   |                        |          |
| 102                        | Martijn Verschoor | Novo Nordisk           | + 1'38"  |

| Algemeen klassement |                   |                              |           |
| Plaats              | Naam              | Ploeg                        | Tijd      |
| Lichtblauwe trui    | Davide Rebellin   | CCC Sprandi Polkowice        | 19u42'08" |
| 2                   | Kristijan Đurasek | Lampre-Merida                | + 22"     |
| 3                   | Eduardo Sepúlveda | Bretagne-Séché Environnement | + 54"     |
| 4                   | Jay McCarthy      | Tinkoff-Saxo                 | + 1'20"   |
| 5                   | Serge Pauwels     | MTN-Qhubeka                  | + 1'38"   |
| 6                   | Enrico Barbin     | Bardiani CSF                 | + 1'39"   |
| 7                   | Daniele Ratto     | Unitedhealthcare             | + 1'42"   |
| 8                   | Alex Cano         | Colombia                     | + 1'56"   |
| 9                   | Mirko Selvaggi    | Wanty-Groupe Gobert          | + 2'11"   |
| 10                  | Adam Hansen       | Lotto Soudal                 | + 2'12"   |
|                     |                   |                              |           |
| 89                  | Peter Koning      | Drapac                       | + 25'49"  |

### 6e etappe
| Denizli - Selçuk (184 km) |                    |                              |          |
| Plaats                    | Naam               | Ploeg                        | Tijd     |
| Winnaar                   | Peio Bilbao        | Caja Rural-Seguros RGA       | 4u38'46" |
| 2                         | Miguel Ángel López | Astana                       | + 3"     |
| 3                         | Heiner Parra       | Caja Rural-Seguros RGA       | + 11"    |
| 4                         | Thomas De Gendt    | Lotto Soudal                 | + 14"    |
| 5                         | Alex Cano          | Colombia                     | z.t.     |
| 6                         | Kristijan Đurasek  | Lampre-Merida                | + 18"    |
| 7                         | Eduardo Sepúlveda  | Bretagne-Séché Environnement | z.t.     |
| 8                         | Lluís Mas          | Caja Rural-Seguros RGA       | + 34"    |
| 9                         | Fabricio Ferrari   | Caja Rural-Seguros RGA       | z.t.     |
| 10                        | Jay McCarthy       | Tinkoff-Saxo                 | z.t.     |
|                           |                    |                              |          |
| 110                       | Martijn Verschoor  | Novo Nordisk                 | + 7'59"  |

| Algemeen klassement |                   |                              |           |
| Plaats              | Naam              | Ploeg                        | Tijd      |
| Lichtblauwe trui    | Kristijan Đurasek | Lampre-Merida                | 24u21'34" |
| 2                   | Davide Rebellin   | CCC Sprandi Polkowice        | + 21"     |
| 3                   | Eduardo Sepúlveda | Bretagne-Séché Environnement | + 32"     |
| 4                   | Jay McCarthy      | Tinkoff-Saxo                 | + 1'14"   |
| 5                   | Alex Cano         | Colombia                     | + 1'30"   |
| 6                   | Serge Pauwels     | MTN-Qhubeka                  | + 1'32"   |
| 7                   | Mirko Selvaggi    | Wanty-Groupe Gobert          | + 2'05"   |
| 8                   | Enrico Barbin     | Bardiani CSF                 | + 2'08"   |
| 9                   | Adam Hansen       | Lotto Soudal                 | + 2'18"   |
| 10                  | Tomasz Marczyński | Torku Şekerspor              | + 2'20"   |
|                     |                   |                              |           |
| 89                  | Peter Koning      | Drapac                       | + 34'13"  |

### 7e etappe
| Selçuk - İzmir (165 km) |                      |                              |          |
| Plaats                  | Naam                 | Ploeg                        | Tijd     |
| Winnaar                 | Mark Cavendish       | Etixx-Quick Step             | 3u59'49" |
| 2                       | Andrea Piechele      | Bardiani CSF                 | z.t.     |
| 3                       | Kristian Sbaragli    | MTN-Qhubeka                  | z.t.     |
| 4                       | Manuel Belletti      | Southeast                    | z.t.     |
| 5                       | Magnus Cort          | Orica-GreenEdge              | z.t.     |
| 6                       | Daniele Ratto        | Unitedhealthcare             | z.t.     |
| 7                       | Armindo Fonseca      | Bretagne-Séché Environnement | z.t.     |
| 8                       | Jasper De Buyst      | Lotto Soudal                 | z.t.     |
| 9                       | Davide Appollonio    | Androni Giocattoli           | z.t.     |
| 10                      | Bachtijar Kozjatajev | Astana                       | z.t.     |
|                         |                      |                              |          |
| 36                      | Peter Koning         | Drapac                       | z.t.     |

| Algemeen klassement |                   |                              |           |
| Plaats              | Naam              | Ploeg                        | Tijd      |
| Lichtblauwe trui    | Kristijan Đurasek | Lampre-Merida                | 28u21'23" |
| 2                   | Davide Rebellin   | CCC Sprandi Polkowice        | + 21"     |
| 3                   | Eduardo Sepúlveda | Bretagne-Séché Environnement | + 32"     |
| 4                   | Jay McCarthy      | Tinkoff-Saxo                 | + 1'14"   |
| 5                   | Alex Cano         | Colombia                     | + 1'30"   |
| 6                   | Serge Pauwels     | MTN-Qhubeka                  | + 1'32"   |
| 7                   | Mirko Selvaggi    | Wanty-Groupe Gobert          | + 2'05"   |
| 8                   | Enrico Barbin     | Bardiani CSF                 | + 2'08"   |
| 9                   | Adam Hansen       | Lotto Soudal                 | + 2'18"   |
| 10                  | Tomasz Marczyński | Torku Şekerspor              | + 2'20"   |
|                     |                   |                              |           |
| 77                  | Peter Koning      | Drapac                       | + 34'13"  |

### 8e etappe
| Istanboel - Istanboel (121 km) |                     |                        |          |
| Plaats                         | Naam                | Ploeg                  | Tijd     |
| Winnaar                        | Lluís Mas           | Caja Rural-Seguros RGA | 2u45'03" |
| 2                              | Mark Cavendish      | Etixx-Quick Step       | z.t.     |
| 3                              | Carlos Barbero      | Caja Rural-Seguros RGA | z.t.     |
| 4                              | Alessandro Petacchi | Southeast              | z.t.     |
| 5                              | Daniele Colli       | Nippo-Vini Fantini     | z.t.     |
| 6                              | Daniele Ratto       | Unitedhealthcare       | z.t.     |
| 7                              | Davide Appollonio   | Androni Giocattoli     | z.t.     |
| 8                              | Eduard Prades       | Caja Rural-Seguros RGA | z.t.     |
| 9                              | Roy Jans            | Wanty-Groupe Gobert    | z.t.     |
| 10                             | Magnus Cort         | Orica-GreenEdge        | z.t.     |
|                                |                     |                        |          |
| 122                            | Theo Bos            | MTN-Qhubeka            | + 2'57"  |

## Eindklassementen
| Plaats           | Naam                 | Ploeg                        | Tijd      |
| ---------------- | -------------------- | ---------------------------- | --------- |
| Lichtblauwe trui | Kristijan Đurasek    | Lampre-Merida                | 31u06'44" |
| 2                | Eduardo Sepúlveda    | Bretagne-Séché Environnement | + 32"     |
| 3                | Jay McCarthy         | Tinkoff-Saxo                 | + 56"     |
| 4                | Alex Cano            | Colombia                     | + 1'30"   |
| 5                | Serge Pauwels        | MTN-Qhubeka                  | + 1'32"   |
| 6                | Mirko Selvaggi       | Wanty-Groupe Gobert          | + 1'58"   |
| 7                | Enrico Barbin        | Bardiani CSF                 | + 2'01"   |
| 8                | Tomasz Marczyński    | Torku Şekerspor              | + 2'02"   |
| 9                | Adam Hansen          | Lotto Soudal                 | + 2'11"   |
| 10               | Javier Mejías        | Novo Nordisk                 | + 2'15"   |
| 11               | Lluís Mas            | Caja Rural-Seguros RGA       | + 2'22"   |
| 12               | Heiner Parra         | Caja Rural-Seguros RGA       | + 2'25"   |
| 13               | Daniele Ratto        | Unitedhealthcare             | + 2'26"   |
| 14               | Bachtijar Kozjatajev | Astana                       | + 3'42"   |
| 15               | Miguel Ángel López   | Astana                       | + 3'51"   |
| 16               | Victor Campenaerts   | Topsport Vlaanderen-Baloise  | + 3'54"   |
| 17               | Christian Meier      | Orica-GreenEdge              | + 3'57"   |
| 18               | Enrico Battaglin     | Bardiani CSF                 | + 4'12"   |
| 19               | Pieter Jacobs        | Topsport Vlaanderen-Baloise  | + 4'19"   |
| 20               | Pierpaolo De Negri   | Nippo-Vini Fantini           | + 4'28"   |
|                  |                      |                              |           |
| 85               | Peter Koning         | Drapac                       | + 37'09"  |

| Plaats      | Naam            | Ploeg            | Punten |
| ----------- | --------------- | ---------------- | ------ |
| Groene trui | Mark Cavendish  | Etixx-Quick Step | 60     |
| 2           | Daniele Ratto   | Unitedhealthcare | 58     |
| 3           | Manuel Belletti | Southeast        | 44     |
|             |                 |                  |        |
| 13          | Jasper De Buyst | Lotto Soudal     | 23     |
| 33          | Theo Bos        | MTN-Qhubeka      | 11     |

| Plaats    | Naam                | Ploeg        | Punten |
| --------- | ------------------- | ------------ | ------ |
| Rode trui | Juan Pablo Valencia | Colombia     | 19     |
| 2         | Thomas De Gendt     | Lotto Soudal | 13     |
| 3         | Songezo Jim         | MTN-Qhubeka  | 13     |

| Plaats     | Naam            | Ploeg                       | Punten |
| ---------- | --------------- | --------------------------- | ------ |
| Witte trui | Lluís Mas       | Caja Rural-Seguros RGA      | 13     |
| 2          | Federico Zurlo  | Unitedhealthcare            | 11     |
| 3          | Mark Cavendish  | Etixx-Quick Step            | 5      |
|            |                 |                             |        |
| 5          | Kenny De Ketele | Topsport Vlaanderen-Baloise | 5      |

| Plaats | Ploeg                       | Tijd      |
| ------ | --------------------------- | --------- |
|        | Caja Rural-Seguros RGA      | 93u28'53" |
| 2      | Astana                      | + 7'06"   |
| 3      | Colombia                    | + 8'13"   |
|        |                             |           |
| 7      | Topsport Vlaanderen-Baloise | + 13'56"  |

## Klassementenverloop
| Etappe       | Winnaar         | Algemeen klassement · | Puntenklassement · | Bergklassement ·    | Sprintklassement · | Ploegenklassement ·    |
| ------------ | --------------- | --------------------- | ------------------ | ------------------- | ------------------ | ---------------------- |
| 1            | Mark Cavendish  | Mark Cavendish        | Mark Cavendish     | Federico Zurlo      | Federico Zurlo     | Bardiani CSF           |
| 2            | Mark Cavendish  | Mark Cavendish        | Mark Cavendish     | Federico Zurlo      | Lluís Mas          | Bardiani CSF           |
| 3            | Davide Rebellin | Davide Rebellin       | Mark Cavendish     | Juan Pablo Valencia | Lluís Mas          | CCC Sprandi Polkowice  |
| 4            | André Greipel   | Davide Rebellin       | Mark Cavendish     | Juan Pablo Valencia | Lluís Mas          | CCC Sprandi Polkowice  |
| 5            | Sacha Modolo    | Davide Rebellin       | Sacha Modolo       | Juan Pablo Valencia | Lluís Mas          | CCC Sprandi Polkowice  |
| 6            | Peio Bilbao     | Kristijan Đurasek     | Sacha Modolo       | Juan Pablo Valencia | Lluís Mas          | Caja Rural-Seguros RGA |
| 7            | Mark Cavendish  | Kristijan Đurasek     | Daniele Ratto      | Juan Pablo Valencia | Lluís Mas          | Caja Rural-Seguros RGA |
| 8            | Lluís Mas       | Kristijan Đurasek     | Mark Cavendish     | Juan Pablo Valencia | Lluís Mas          | Caja Rural-Seguros RGA |
| 0Eindstanden | 0Eindstanden    | Kristijan Đurasek     | Mark Cavendish     | Juan Pablo Valencia | Lluís Mas          | Caja Rural-Seguros RGA |

2000 ·
2001 ·
2002 ·
2003 ·
2004 ·
2005 ·
2006 ·
2007 ·
2008 ·
2009 ·
2010 ·
2011 ·
2012 ·
2013 ·
2014 ·
2015 ·
2016 ·
2017 ·
2018 ·
2019 ·
2020 ·
2021 ·
2022 ·
2023 · 2024
Etappewedstrijden

 Ster van Bessèges · 
 Ronde van de Algarve · 
 Ruta del Sol · 
 Ronde van de Haut-Var · 
 Driedaagse van West-Vlaanderen · 
 Internationale Wielerweek · 
 Internationaal Wegcriterium · 
 Driedaagse van De Panne-Koksijde · 
 Ronde van de Sarthe · 
 Ronde van Castilië en León · 
 Ronde van Trentino · 
 Ronde van Kroatië · 
 Ronde van Turkije · 
 Ronde van Yorkshire · 
 Ronde van Asturië · 
 Vierdaagse van Duinkerke · 
 Ronde van Azerbeidzjan · 
 Ronde van Madrid · 
 Ronde van Beieren · 
 Ronde van Picardië · 
 Ronde van Noorwegen · 
 World Ports Classic · 
 Tour des Fjords · 
 Ronde van Estland · 
 Ronde van België · 
 Ronde van Luxemburg · 
 Boucles de la Mayenne · 
 Ster ZLM Toer · 
 Ronde van Slovenië · 
 Route du Sud · 
 Sibiu Cycling Tour · 
 Ronde van Oostenrijk · 
 Ronde van Wallonië · 
 Ronde van Portugal · 
 Ronde van Burgos · 
 Ronde van Denemarken · 
 Ronde van de Ain · 
 Ronde van Tsjechië · 
 Arctic Race of Norway · 
 Ronde van de Limousin · 
 Ronde van Poitou-Charentes · 
 Ronde van Groot-Brittannië · 
 Ronde van Gévaudan Languedoc-Roussillon · 
 Eurométropole Tour
Eendaagse wedstrijden

 Trofeo Santanyí-Ses Salines-Campos · 
 Trofeo Andratx-Mirador d'Es Colomer · 
 Trofeo Serra de Tramuntana · 
 Trofeo Playa de Palma-Palma · 
 GP La Marseillaise · 
 Grote Prijs van de Etruskische Kust · 
 Ronde van Murcia · 
 Clásica de Almería · 
 Trofeo Laigueglia · 
 Omloop Het Nieuwsblad · 
 Classic Sud Ardèche · 
 GP Lugano · 
 La Drôme Classic · 
 Kuurne-Brussel-Kuurne · 
 Le Samyn · 
 Strade Bianche · 
 Ronde van Drenthe · 
 Dwars door Drenthe · 
 Nokere Koerse · 
 GP Nobili Rubinetterie · 
 Handzame Classic · 
 Ronde van Zeeland Seaports · 
 Classic Loire-Atlantique · 
 Grote Prijs van Cholet-Pays de Loire · 
 Dwars door Vlaanderen · 
 Classica Corsica · 
 Route Adélie de Vitré · 
 Grote Prijs Miguel Indurain · 
 Volta Limburg Classic · 
 Ronde van La Rioja · 
 Parijs-Camembert · 
 Scheldeprijs · 
 Klasika Primavera · 
 Brabantse Pijl · 
 GP Denain · 
 Ronde van de Finistère · 
 Tro Bro Léon · 
 La Roue Tourangelle · 
 Ronde van de Apennijnen · 
 Grote Prijs van de Somme · 
 Grote Prijs van Plumelec · 
 ProRace Berlin · 
 Boucles de l'Aulne · 
 GP Kanton Aargau · 
 Ronde van Keulen · 
 Ronde van Limburg · 
 Velothon Wales · 
 Halle-Ingooigem · 
 Trofeo Matteotti · 
 GP Cerami · 
 GP Industria & Artigianato-Larciano · 
 Prueba Villafranca de Ordizia · 
 Ronde van Toscane · 
 Circuito de Getxo · 
 Polynormande · 
 RideLondon Classic · 
 GP Stad Zottegem · 
 Arnhem-Veenendaal Classic · 
 GP Jef Scherens · 
 Druivenkoers Overijse · 
 Schaal Sels · 
 Brussels Cycling Classic · 
 GP Fourmies · 
 Velothon Stockholm · 
 Ronde van de Doubs · 
 Coppa Bernocchi · 
 Coppa Agostoni · 
 GP van Wallonië · 
 Kampioenschap van Vlaanderen · 
 Memorial Marco Pantani · 
 Grote Prijs Impanis-Van Petegem · 
 GP van Isbergues · 
 GP Industria & Commercio di Prato · 
 Omloop van het Houtland · 
 Duo Normand · 
 Ronde van de Drie Valleien · 
 Milaan-Turijn · 
 Ronde van Piemonte · 
 Ronde van het Münsterland · 
 Ronde van de Vendée · 
 Memorial Frank Vandenbroucke · 
 Coppa Sabatini · 
 Parijs-Bourges · 
 Ronde van Emilia · 
 GP Beghelli · 
 Parijs-Tours · 
 Nationale Sluitingsprijs · 
 Chrono des Nations